# La Pueblanueva
La Pueblanueva es un municipio y localidad española de la provincia de Toledo, en la comunidad autónoma de Castilla-La Mancha. El término municipal, con una población de 2138 habitantes (INE 2024), está situado en el valle del río Tajo, en la terraza fluvial, lo que le hace tener un clima suave y muy propicio para la actividad agrícola y ganadera.

## Toponimia
La Pueblanueva, el llamarse así, indica que otro u otros núcleos de población más antiguos, se despoblaron en beneficio de esta puebla nueva.

## Historia

### Edad Antigua
En los alrededores de La Pueblanueva se han encontrado vestigios arqueológicos de un pasado remoto, entre los que cabe destacar la tumba hallada en 1771 por el erudito talaverano Luis Jiménez de la Llave en una cripta derruida, en la que se encontraba un extraordinario sarcófago hispanorromano, fechable en el siglo II o III de nuestra era; el cual presentaba importantes destrozos, ocasionados posiblemente por el inexorable paso del tiempo o quizá, según F. Jiménez de Gregorio, por la profanación a la que se vio sometido durante los tiempos de las invasiones bárbaras en Hispania por los vándalos, que destrozaron literalmente pies, manos y cabezas de los excelentes relieves de notoria influencia bizantina, en los que aparece Jesucristo rodeado de los Apóstoles dentro de arcos de medio punto. 
En la actualidad esta notable pieza se encuentra depositada en el Museo Arqueológico Nacional, y es considerada una de las joyas más importantes del arte Paleocristiano español. Respecto al mausoleo donde fue descubierto, el profesor Pedro de Palol destacó que sólo había otro ejemplo equivalente en Spalato.
La multitud de restos arqueológicos de importancia hacen pensar sobre la posibilidad de un asentamiento urbano de origen romano en la zona (Jiménez de Gregorio), quizá ubicado en las proximidades del cerro de Santa María, y conocido como Lórbiga, posteriormente como Orbiga, y que es posible identificar con la actual finca de La Hormiga y con la Ilúrbida de Ptolomeo. En la actualidad ese yacimiento romano es conocido como La Mina.

### Edad Media
De esta época se conservan, sobre todo, topónimos como almafrague que significa vacío, en clara alusión al terreno despoblado y yermo que los árabes encontraron cuando invadieron estas tierras poca después del año 711; también hay un valle del Bujillo, que según Jiménez de Gregorio hace alusión a la palabra árabe bruch que significa torre o el topónimo albueros que se puede traducir por laguna o depósito de agua.
A principios del siglo XIV se mencionan en la documentación del Arzobispado de Toledo, las dehesas de Orbiga, Sangrera, Almofrague, la Peraleda, Cotanillo, la Albuera, Hijares..., con una población muy dispersa, aunque Jiménez de Gregorio asegura que estas dehesas ya existían como tales desde el siglo XIII o incluso antes.
Talavera de la Reina pasó a ser señorío de los arzobispos de Toledo, por carta de privilegio otorgada por Enrique II el de las mercedes en Toledo el 25 de junio de 1369, y una vez acabada la guerra civil que le enfrentó a su hermano, el rey legítimo Pedro I, recompensando de esta manera el apoyo recibido por el Arzobispo don Gómez Manrique en la contienda fratricida de 1366-1369.

### Edad Moderna

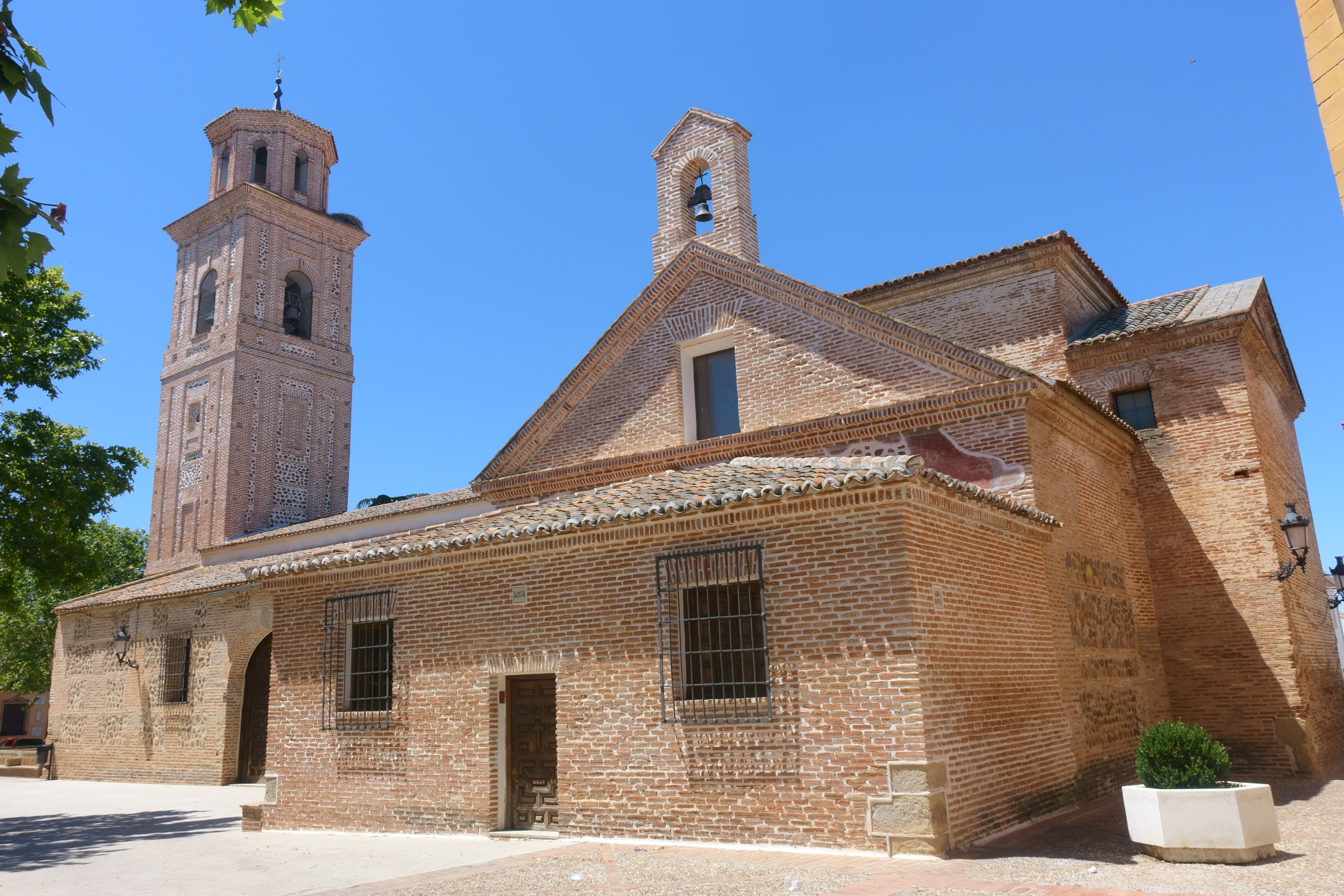
Iglesia de Nuestra Señora de la Encarnación

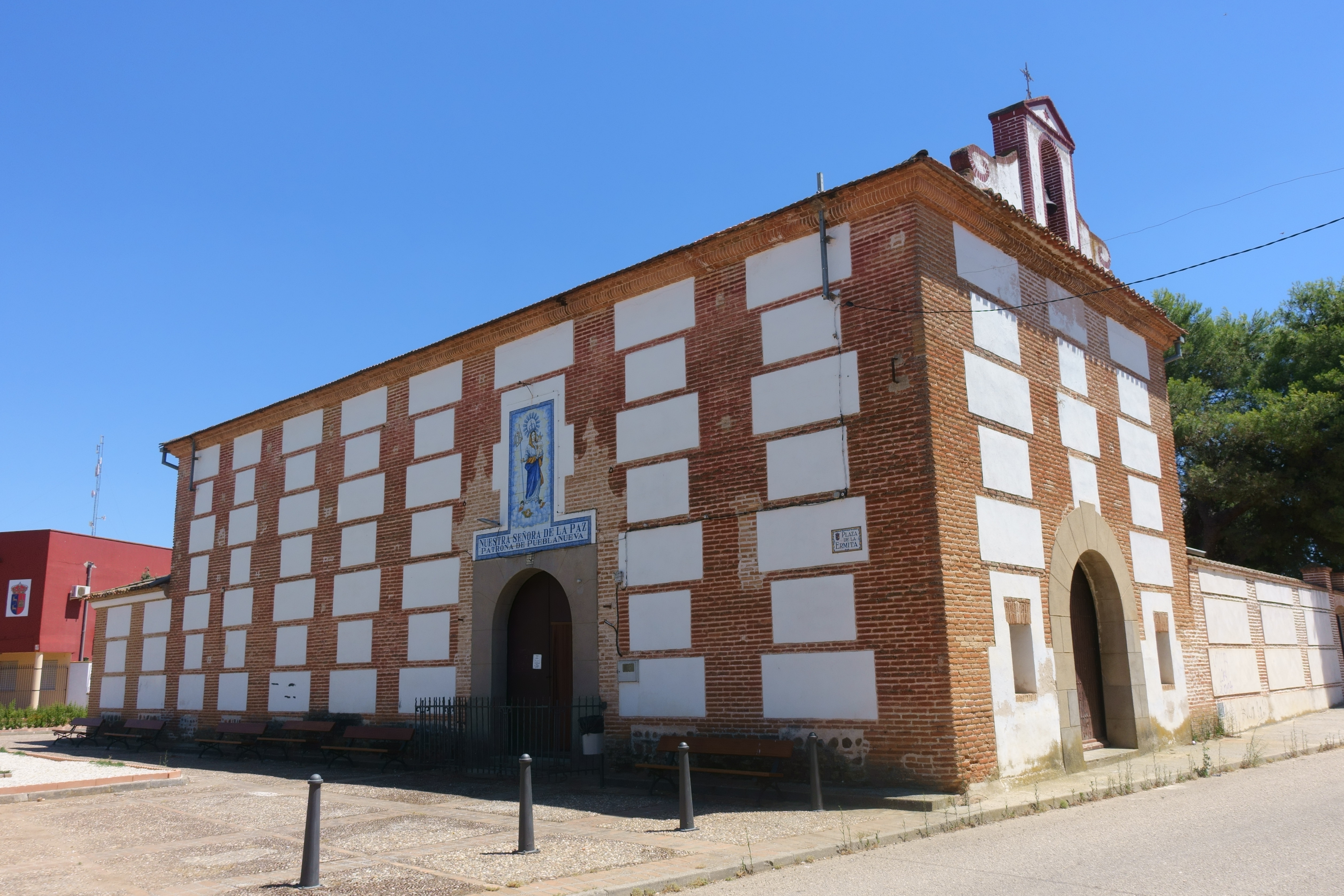
Ermita de Nuestra Señora de la Paz

La documentación nos permite conocer sustanciosos datos sobre la zona en los siglos bajo medievales. Así, sabemos que en el siglo XIV San Pedro de Almofrague fue cabeza de parroquia, y que algo más de un siglo después, el 14 de octubre de 1495, el concejo de Talavera de la Reina, concedía licencia para repoblar la parroquia, en un lugar que había sido delimitado previamente por oficiales del concejo talaverano a Juan de Alcocer, Bartolomé de Castro y Alonso García con "...las condiciones con que poblaron oros lugares de la Jara.", que no eran otras que la prohibición de vender, trocar o arrendar las tierras entregadas a los pobladores, la imposibilidad de obtener la plena propiedad de la tierra por pertenecer a los bienes comunales de Talavera de la Reina, la prohibición taxativa de permitir nuevos vecinos sin contar con la licencia del concejo de la villa, y el beber vino que no fuera de Talavera, además de una serie de medidas de carácter económico que no debieron prosperar, pues a finales del siglo XVI sólo quedaba en aquel lugar una casa de labranza, que en el siglo XVII aparece ya como despoblada.
Finalmente, y como ya sabemos, en 1496 nació La Pueblanueva en el término del alijar de Vademalillo. La propiedad de la tierra correspondía al concejo talaverano, y por lo tanto pertenecía en señorío a los Arzobispos de Toledo, quien restringía los derechos dados a los repobladores sobre las parcelas que se les entregaban aunque con la posibilidad de disfrutar de ellas y poder transmitirlas por vía hereditaria a sus descendientes. En sesión de 17 de marzo de 1501 el concejo de Talavera de la Reina fijó las condiciones a las que tenían que estar sometidos los nuevos moradores del lugar, condiciones muy parecidas a las exigidas en 1495 para la repoblación de Almofrague, citadas anteriormente.
Esta nueva fundación, según Mª José Suárez, intentó de alguna manera compensar el fracaso que había supuesto el anterior intento de repoblar la zona. Lo cierto es que la población de La Pueblanueva creció de manera incesante en los años inmediatamente posteriores a su fundación, y en menos de un siglo, en 1576, el municipio alcanzaba ya la cifra de 350 vecinos, cantidad que según esta misma autora no había logrado ningún otro lugar de la zona.
No obstante, el tipo de relaciones, fundamentalmente económicas, de la nueva población con Talavera se pueden calificar de verdadera servidumbre. Todos los municipios pertenecientes al alfoz talaverano tenían la obligación de suministrar los productos agrícolas básicas en la alimentación medieval (grano fundamentalmente), para ser vendidos en el mercado talaverano, impidiendo que los aldeanos pudieran vender sus productos al mejor postor. También Talavera ejerció un verdadero monopolio sobre el vino que producían sus viñedos, y así, era el único que podía ser vendido en todos los pueblos de su alfoz, prohibiendo posteriormente que los habitantes de Almofrague y La Pueblanueva pudieran plantar viñas ni adquirir vino de otras localidades porque "...si de otra manera se ouiese de hazer la villa en quanto a lo del vino e viñas se perdería, porque aquella es la más prinçial fazienda que los veçinos de la dicha villa viuen".
En la actualidad La Pueblanueva es un municipio altamente influido por su cercanía a Talavera de la Reina y mantiene una importante industria agrícola y ganadera.

## Demografía
Cuenta con una población de 2138 habitantes (INE 2024).

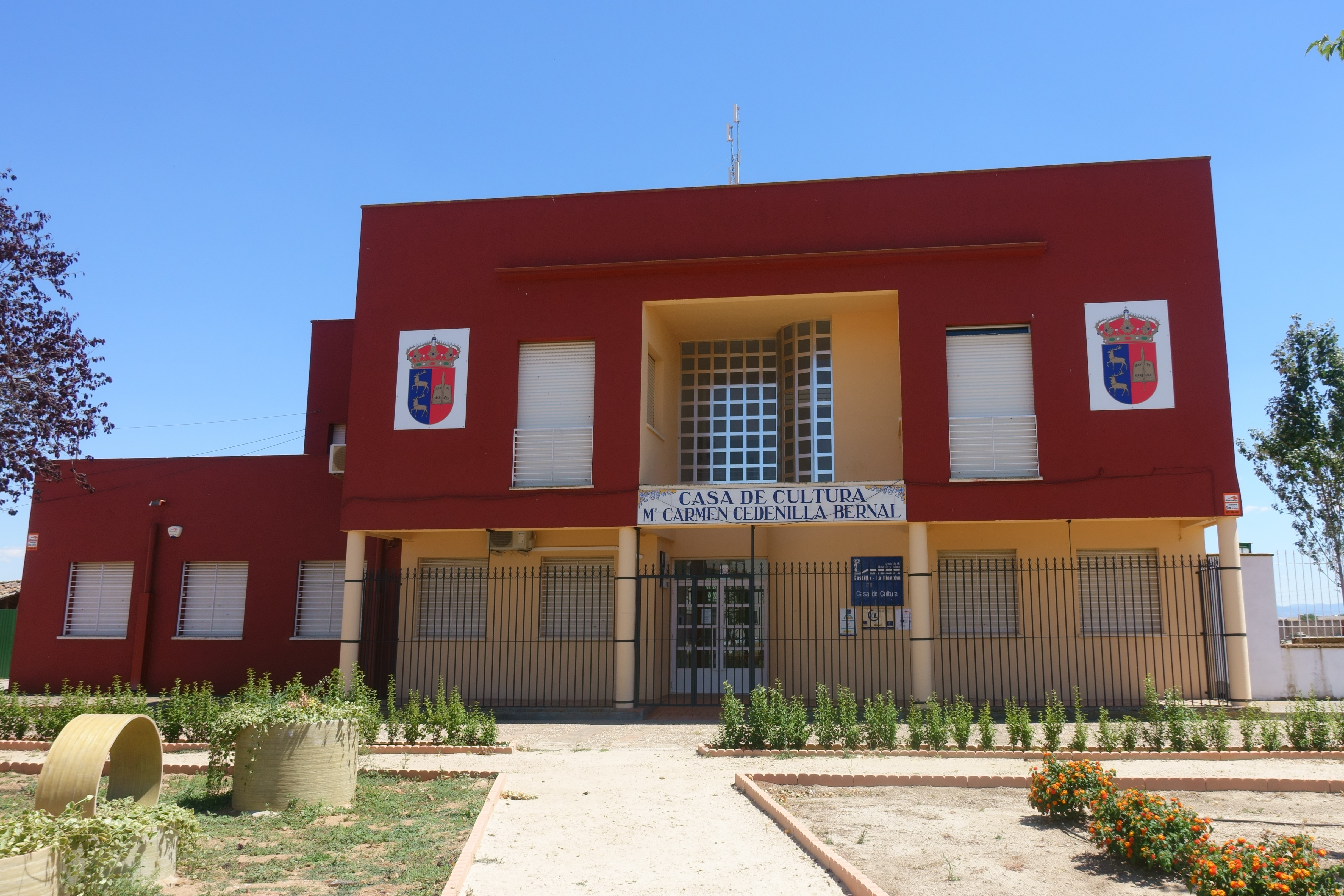
Casa de Cultura

| Gráfica de evolución demográfica de La Pueblanueva entre 1842 y 2021                                                  |
| |
| Población de derecho según los censos de población del INE. Población de hecho según los censos de población del INE. |

## Fiestas
- 24 de enero: Virgen de la Paz
- Primer fin de semana de septiembre: Fiestas en honor a la Virgen de la Paz.
- Del 13 al 16 de septiembre: Fiestas en honor al Cristo Nazareno